# Sport-Verein Werder von 1899 1996-1997
Questa voce raccoglie le informazioni riguardanti lo Sport-Verein Werder von 1899 nelle competizioni ufficiali della stagione 1996-1997.

## Stagione
Nella stagione 1996-1997 il Werder Brema, allenato da Dixie Dörner, concluse il campionato di Bundesliga all'8º posto. In Coppa di Germania il Werder Brema fu eliminato agli ottavi di finale dal Bayern Monaco. In Coppa Intertoto il Werder Brema fu eliminato nella fase a gironi.

## Rosa
| N. |                     | Ruolo | Calciatore          |
| -- | ------------------- | ----- | ------------------- |
| 1  | Germania (bandiera) | P     | Oliver Reck         |
| 2  | Germania (bandiera) | C     | Heiko Scholz        |
| 3  | Svizzera (bandiera) | C     | Raphaël Wicky       |
| 4  | Egitto (bandiera)   | D     | Hany Ramzy          |
| 5  | Germania (bandiera) | C     | Dieter Eilts        |
| 6  | Germania (bandiera) | C     | Jens Todt           |
| 7  | Austria (bandiera)  | C     | Heimo Pfeifenberger |
| 8  | Germania (bandiera) | D     | Bernhard Trares     |
| 9  | Germania (bandiera) | A     | Bruno Labbadia      |
| 10 | Norvegia (bandiera) | A     | Håvard Flo          |
| 11 | Germania (bandiera) | A     | Bernd Hobsch        |
| 13 | Germania (bandiera) | D     | Andree Wiedener     |
| 14 | Germania (bandiera) | D     | Michael Schulz      |
| 15 | Germania (bandiera) | C     | Dieter Frey         |
| 15 | Germania (bandiera) | C     | Thomas Wolter       |

| N. |                        | Ruolo | Calciatore            |
| -- | ---------------------- | ----- | --------------------- |
| 16 | Germania (bandiera)    | P     | Hans-Jürgen Gundelach |
| 17 | Germania (bandiera)    | C     | Marco Bode            |
| 18 | Austria (bandiera)     | C     | Andreas Herzog        |
| 19 | Ucraina (bandiera)     | D     | Viktor Skrypnyk       |
| 20 | Germania (bandiera)    | P     | Frank Rost            |
| 21 | Germania (bandiera)    | C     | Lars Unger            |
| 22 | Germania (bandiera)    | C     | Torsten Frings        |
| 23 | Paesi Bassi (bandiera) | A     | Arie van Lent         |
| 24 | Germania (bandiera)    | D     | Sven Benken           |
| 25 | Germania (bandiera)    | C     | Mike Barten           |
| 26 | Germania (bandiera)    | C     | Timo Schultz          |
| 27 | Germania (bandiera)    | C     | Hendrik Völzke        |
| 28 | Germania (bandiera)    | C     | Christian Brand       |
| 30 | Germania (bandiera)    | D     | Björn Schierenbeck    |
| 31 | Germania (bandiera)    | D     | Jens Lellek           |

## Organigramma societario
Area tecnica
- Allenatore: Dixie Dörner
- Allenatore in seconda: Karl-Heinz Kamp
- Preparatore dei portieri:
- Preparatori atletici:

## Calciomercato

### Sessione estiva
| Acquisti | Acquisti           | Acquisti                | Acquisti |
| R.       | Nome               | da                      | Modalità |
| -------- | ------------------ | ----------------------- | -------- |
| D        | Sven Benken        | Energie Cottbus         |          |
| C        | Raphaël Wicky      | Sion                    |          |
| C        | Dieter Frey        | Friburgo                |          |
| D        | Bernhard Trares    | Monaco 1860             |          |
| A        | Håvard Flo         | Aarhus                  |          |
| D        | Björn Schierenbeck | Werder Brema II         |          |
| C        | Timo Schultz       | Werder Brema (juniores) |          |
| D        | Viktor Skrypnyk    | Dnipro                  |          |

| Cessioni | Cessioni             | Cessioni               | Cessioni |
| R.       | Nome                 | a                      | Modalità |
| -------- | -------------------- | ---------------------- | -------- |
| C        | Rodolfo Cardoso      | Amburgo                |          |
| A        | Vladimir Besčastnych | Racing Santander       |          |
| D        | Júnior Baiano        | Flamengo               |          |
| C        | Mario Basler         | Bayern Monaco          |          |
| A        | Ersan Dogu           | Galatasaray            |          |
| A        | Frank Neubarth       | Werder Brema (allievi) |          |
| D        | Gunnar Sauer         | Hertha Berlino         |          |

### Sessione invernale
| Acquisti | Acquisti       | Acquisti             | Acquisti |
| R.       | Nome           | da                   | Modalità |
| -------- | -------------- | -------------------- | -------- |
| C        | Torsten Frings | Alemannia Aquisgrana |          |

| Cessioni | Cessioni        | Cessioni  | Cessioni |
| R.       | Nome            | a         | Modalità |
| -------- | --------------- | --------- | -------- |
| C        | Miroslav Votava | Oldenburg |          |

## Risultati

### Bundesliga

#### Girone di andata
| Arbitro: | Krug |

|                                      |           |                        |
| Decheiver 24’, 45’ Sutter 85’ (rig.) | Marcatori | 63’, 72’ (rig.) Herzog |

| Arbitro: | Zerr |

|                         |           |               |
| Hofschneider 70’ (aut.) | Marcatori | 40’ Akpoborie |

| Arbitro: | Dardenne |

|                       |           |            |
| Balăkov 50’ Bobic 61’ | Marcatori | 69’ Votava |

| Arbitro: | Fröhlich |

|            |           |  |
| Schulz 31’ | Marcatori |  |

| Arbitro: | Wagner |

|  |           |                                  |
|  | Marcatori | 26’ Herzog 42’ Bode 50’ Labbadia |

| Arbitro: | Wack |

|                                            |           |               |
| Bode 17’ Herzog 32’ Labbadia 38’, 56’, 67’ | Marcatori | 85’ Hutwelker |

| Arbitro: | Best |

|                              |           |                                |
| Westerbeek 9’ Salou 70’, 77’ | Marcatori | 50’ Wiedener 88’ Pfeifenberger |

| Arbitro: | Jansen |

|                                     |           |  |
| Herzog 23’ (rig.), 47’ Labbadia 70’ | Marcatori |  |

| Arbitro: | Albrecht |

|                              |           |              |
| Reeb 18’ Fuchs 76’ Kuntz 90’ | Marcatori | 68’ Labbadia |

| Arbitro: | Aust |

|                          |           |  |
| Herzog 34’ Bode 59’, 90’ | Marcatori |  |

| Arbitro: | Fleske |

|            |           |                                           |
| Häßler 43’ | Marcatori | 63’ Pfeifenberger 77’ Labbadia 80’ Herzog |

| Arbitro: | Zerr |

|                   |           |              |
| Herzog 32’ (rig.) | Marcatori | 70’ Feldhoff |

| Brema 2 novembre 1996, ore 15:30 CET 13ª giornata | Werder Brema | 0 – 0 referto | Amburgo | Weserstadion (35 400 spett.)\| Arbitro: \| Krug \| |
| Arbitro:                                          | Krug         |               |         |                                                    |

| Arbitro: | Strampe |

|                                            |           |          |
| Andersen 27’ Polster 64’, 77’ Munteanu 83’ | Marcatori | 89’ Bode |

| Arbitro: | Steinborn |

|  |           |                                                          |
|  | Marcatori | 30’ Chapuisat 35’, 39’ Herrlich 63’ (aut.) Pfeifenberger |

| Arbitro: | Aust |

|                                    |           |                   |
| Bach 8’ Juran 27’, 66’ Nielsen 89’ | Marcatori | 61’ Pfeifenberger |

| Arbitro: | Jansen |

|          |           |              |
| Bode 85’ | Marcatori | 8’ Borimirov |

#### Girone di ritorno
| Arbitro: | Dardenne |

|                   |           |  |
| Herzog 80’ (rig.) | Marcatori |  |

| Arbitro: | Berg |

|  |           |         |
|  | Marcatori | 6’ Todt |

| Arbitro: | Krug |

|                       |           |                         |
| Herzog 5’ (rig.), 12’ | Marcatori | 10’ Bobic 86’ Schneider |

| Arbitro: | Wack |

|                                              |           |              |
| Dahlin 29’ Juskowiak 53’, 55’ Pettersson 90’ | Marcatori | 75’ Labbadia |

| Arbitro: | Merk |

|                      |           |            |
| Brand 37’ Scholz 51’ | Marcatori | 18’ Scherz |

| Arbitro: | Koop |

|                                       |           |                         |
| Donkov 38’ Gülünoğlu 53’ Michalke 72’ | Marcatori | 75’ van Lent 85’ Herzog |

| Arbitro: | Fandel |

|  |           |                     |
|  | Marcatori | 40’ Zeyer 52’ Salou |

| Arbitro: | Jansen |

|            |           |  |
| Zickler 1’ | Marcatori |  |

| Arbitro: | Weber |

|                     |           |          |
| Herzog 17’ Bode 68’ | Marcatori | 11’ Reeb |

| Arbitro: | Keßler |

|           |           |          |
| Látal 21’ | Marcatori | 59’ Bode |

| Arbitro: | Aust |

|              |           |  |
| van Lent 48’ | Marcatori |  |

| Arbitro: | Merk |

|                         |           |                     |
| Kirsten 23’, 64’ (rig.) | Marcatori | 76’ (rig.) Skrypnyk |

| Arbitro: | Strampe |

|                                |           |                               |
| Cardoso 6’ Spörl 19’ Mason 61’ | Marcatori | 77’ (aut.) Kovačević 90’ Bode |

| Arbitro: | Best |

|                               |           |                                       |
| van Lent 30’ (rig.), 33’, 89’ | Marcatori | 9’ (aut.) van Lent 43’ (rig.) Polster |

| Arbitro: | Wagner |

|                    |           |           |
| Chapuisat 33’, 75’ | Marcatori | 51’ Unger |

| Arbitro: | Dardenne |

|          |           |  |
| Bode 56’ | Marcatori |  |

| Arbitro: | Steinborn |

|  |           |                            |
|  | Marcatori | 44’ Herzog 72’, 75’ Hobsch |

### Coppa di Germania
| Arbitro: | Heynemann |

|                                       |                      |                            |
| Cardoso 103’ (rig.)                   | Marcatori            | 92’ Rydlewicz              |
| Herzog Cardoso Brand Bode Besčastnych | Tiri di rigore 5 – 3 | Sérgio Heintze Happe Wörns |

| Arbitro: | Merk |

|               |           |                        |
| Elberfeld 38’ | Marcatori | 71’ Brand 84’ Labbadia |

| Arbitro: | Dardenne |

|                              |           |          |
| Klinsmann 45’, 89’ Ziege 65’ | Marcatori | 13’ Bode |

### Coppa Intertoto

#### Fase a gironi
| Arbitro: | Stoica |

|  |           |                         |
|  | Marcatori | 24’ Labbadia 62’ Herzog |

| 29 giugno 1996 2ª giornata |  | – Turno di riposo |  |  |

| Arbitro: | Micheľ |

|                                        |           |                               |
| Brand 17’ Hobsch 26’ Pfeifenberger 66’ | Marcatori | 3’ Andersson 9’ (aut.) Baiano |

| Arbitro: | Larsen |

|  |           |                                |
|  | Marcatori | 33’ Pfeifenberger 59’ Labbadia |

| Arbitro: | Meese |

|                   |           |                            |
| Herzog 56’ (rig.) | Marcatori | 50’, 90’ Kauz 86’ Scharrer |

## Statistiche

### Statistiche di squadra
| Competizione      | Punti | In casa | In casa | In casa | In casa | In casa | In casa | In trasferta | In trasferta | In trasferta | In trasferta | In trasferta | In trasferta | Totale | Totale | Totale | Totale | Totale | Totale | DR |
| Competizione      | Punti | G       | V       | N       | P       | Gf      | Gs      | G            | V            | N            | P            | Gf           | Gs           | G      | V      | N      | P      | Gf     | Gs     | DR |
| ----------------- | ----- | ------- | ------- | ------- | ------- | ------- | ------- | ------------ | ------------ | ------------ | ------------ | ------------ | ------------ | ------ | ------ | ------ | ------ | ------ | ------ | -- |
| Bundesliga        | 48    | 17      | 10      | 5       | 2       | 27      | 16      | 17           | 4            | 1            | 12           | 26           | 36           | 34     | 14     | 6      | 14     | 53     | 52     | +1 |
| Coppa di Germania | -     | 1       | 0       | 1       | 0       | 1       | 1       | 2            | 1            | 0            | 1            | 3            | 4            | 3      | 1      | 1      | 1      | 4      | 5      | -1 |
| Coppa Intertoto   | -     | 2       | 1       | 0       | 1       | 4       | 5       | 2            | 2            | 0            | 0            | 4            | 0            | 4      | 3      | 0      | 1      | 8      | 5      | +3 |
| Totale            | 48    | 22      | 12      | 7       | 3       | 34      | 23      | 22           | 7            | 1            | 14           | 34           | 42           | 44     | 19     | 8      | 17     | 68     | 65     | +3 |

### Andamento in campionato
| Giornata  | 1  | 2  | 3  | 4  | 5 | 6 | 7 | 8 | 9 | 10 | 11 | 12 | 13 | 14 | 15 | 16 | 17 | 18 | 19 | 20 | 21 | 22 | 23 | 24 | 25 | 26 | 27 | 28 | 29 | 30 | 31 | 32 | 33 | 34 |
| --------- | -- | -- | -- | -- | - | - | - | - | - | -- | -- | -- | -- | -- | -- | -- | -- | -- | -- | -- | -- | -- | -- | -- | -- | -- | -- | -- | -- | -- | -- | -- | -- | -- |
| Luogo     | T  | C  | T  | C  | T | C | T | C | T | C  | T  | C  | C  | T  | C  | T  | C  | C  | T  | C  | T  | C  | T  | C  | T  | C  | T  | C  | T  | T  | C  | T  | C  | T  |
| Risultato | P  | N  | P  | V  | V | V | P | V | P | V  | V  | N  | N  | P  | P  | P  | N  | V  | V  | N  | P  | V  | P  | P  | P  | V  | N  | V  | P  | P  | V  | P  | V  | V  |
| Posizione | 12 | 13 | 17 | 10 | 8 | 6 | 7 | 6 | 8 | 6  | 5  | 6  | 7  | 7  | 8  | 9  | 9  | 9  | 9  | 8  | 8  | 8  | 9  | 10 | 11 | 9  | 9  | 7  | 9  | 10 | 8  | 9  | 8  | 8  |

Legenda:

Luogo: C = Casa; T = Trasferta. Risultato: V = Vittoria; N = Pareggio; P = Sconfitta.

### Statistiche dei giocatori
| Giocatore        | Bundesliga | Bundesliga | Bundesliga  | Bundesliga | Coppa di Germania | Coppa di Germania | Coppa di Germania | Coppa di Germania | Coppa Intertoto | Coppa Intertoto | Coppa Intertoto | Coppa Intertoto | Totale   | Totale | Totale      | Totale     |
| Giocatore        | Presenze   | Reti       | Ammonizioni | Espulsioni | Presenze          | Reti              | Ammonizioni       | Espulsioni        | Presenze        | Reti            | Ammonizioni     | Espulsioni      | Presenze | Reti   | Ammonizioni | Espulsioni |
| ---------------- | ---------- | ---------- | ----------- | ---------- | ----------------- | ----------------- | ----------------- | ----------------- | --------------- | --------------- | --------------- | --------------- | -------- | ------ | ----------- | ---------- |
| J. Baiano        | 0          | 0          | 0           | 0          | 1                 | 0                 | 0                 | 0                 | 3               | 0               | 1               | 0               | 4        | 0      | 1           | 0          |
| M. Barten        | 0          | 0          | 0           | 0          | 0                 | 0                 | 0                 | 0                 | 0               | 0               | 0               | 0               | 0        | 0      | 0           | 0          |
| V. Besčastnych   | 3          | 0          | 0           | 0          | 1                 | 0                 | 0                 | 0                 | 1               | 0               | 0               | 0               | 5        | 0      | 0           | 0          |
| M. Bode          | 33         | 10         | 0           | 0          | 3                 | 1                 | 0                 | 0                 | 0               | 0               | 0               | 0               | 36       | 11     | 0           | 0          |
| C. Brand         | 24         | 1          | 3           | 0          | 3                 | 1                 | 1                 | 0                 | 4               | 1               | 0               | 0               | 31       | 3      | 4           | 0          |
| R. Cardoso       | 8          | 0          | 1           | 0          | 1                 | 1                 | 0                 | 0                 | 3               | 0               | 1               | 0               | 12       | 1      | 2           | 0          |
| D. Eilts         | 30         | 0          | 5           | 1          | 2                 | 0                 | 0                 | 0                 | 0               | 0               | 0               | 0               | 32       | 0      | 5           | 1          |
| H. Flo           | 14         | 0          | 3           | 0          | 1                 | 0                 | 0                 | 0                 | 0               | 0               | 0               | 0               | 15       | 0      | 3           | 0          |
| D. Frey          | 0          | 0          | 0           | 0          | 0                 | 0                 | 0                 | 0                 | 0               | 0               | 0               | 0               | 0        | 0      | 0           | 0          |
| T. Frings        | 15         | 0          | 0           | 0          | 0                 | 0                 | 0                 | 0                 | 0               | 0               | 0               | 0               | 15       | 0      | 0           | 0          |
| H. Gundelach     | 0          | 0          | 0           | 0          | 0                 | 0                 | 0                 | 0                 | 0               | 0               | 0               | 0               | 0        | 0      | 0           | 0          |
| A. Herzog        | 29         | 15         | 11          | 0          | 3                 | 0                 | 2                 | 0                 | 4               | 2               | 0               | 0               | 36       | 17     | 13          | 0          |
| B. Hobsch        | 16         | 2          | 1           | 0          | 1                 | 0                 | 0                 | 0                 | 3               | 1               | 0               | 0               | 20       | 3      | 1           | 0          |
| B. Labbadia      | 23         | 8          | 4           | 0          | 2                 | 1                 | 0                 | 1                 | 4               | 2               | 0               | 0               | 29       | 11     | 4           | 1          |
| J. Lellek        | 2          | 0          | 0           | 1          | 0                 | 0                 | 0                 | 0                 | 0               | 0               | 0               | 0               | 2        | 0      | 0           | 1          |
| H. Pfeifenberger | 25         | 3          | 5           | 1          | 3                 | 0                 | 1                 | 0                 | 4               | 2               | 1               | 0               | 32       | 5      | 7           | 1          |
| H. Ramzy         | 24         | 0          | 6           | 0          | 3                 | 0                 | 2                 | 0                 | 4               | 0               | 0               | 0               | 31       | 0      | 8           | 0          |
| O. Reck          | 34         | 0          | 3           | 0          | 3                 | 0                 | 0                 | 0                 | 0               | 0               | 0               | 0               | 37       | 0      | 3           | 0          |
| F. Rost          | 0          | 0          | 0           | 0          | 0                 | 0                 | 0                 | 0                 | 4               | 0               | 0               | 0               | 4        | 0      | 0           | 0          |
| B. Schierenbeck  | 13         | 0          | 0           | 0          | 0                 | 0                 | 0                 | 0                 | 0               | 0               | 0               | 0               | 13       | 0      | 0           | 0          |
| H. Scholz        | 21         | 1          | 5           | 0          | 2                 | 0                 | 0                 | 0                 | 3               | 0               | 1               | 0               | 26       | 1      | 6           | 0          |
| T. Schultz       | 0          | 0          | 0           | 0          | 0                 | 0                 | 0                 | 0                 | 0               | 0               | 0               | 0               | 0        | 0      | 0           | 0          |
| M. Schulz        | 19         | 1          | 3           | 0          | 2                 | 0                 | 1                 | 0                 | 1               | 0               | 1               | 0               | 22       | 1      | 5           | 0          |
| V. Skrypnyk      | 22         | 1          | 5           | 0          | 0                 | 0                 | 0                 | 0                 | 0               | 0               | 0               | 0               | 22       | 1      | 5           | 0          |
| J. Todt          | 21         | 1          | 5           | 0          | 3                 | 0                 | 3                 | 0                 | 3               | 0               | 1               | 0               | 27       | 1      | 9           | 0          |
| B. Trares        | 0          | 0          | 0           | 0          | 0                 | 0                 | 0                 | 0                 | 0               | 0               | 0               | 0               | 0        | 0      | 0           | 0          |
| L. Unger         | 18         | 1          | 3           | 0          | 1                 | 0                 | 0                 | 0                 | 0               | 0               | 0               | 0               | 19       | 1      | 3           | 0          |
| M. Votava        | 6          | 1          | 1           | 0          | 1                 | 0                 | 0                 | 0                 | 3               | 0               | 0               | 0               | 10       | 1      | 1           | 0          |
| H. Völzke        | 1          | 0          | 0           | 0          | 0                 | 0                 | 0                 | 0                 | 0               | 0               | 0               | 0               | 1        | 0      | 0           | 0          |
| A. Wiedener      | 25         | 1          | 5           | 0          | 2                 | 0                 | 0                 | 0                 | 2               | 0               | 0               | 0               | 29       | 1      | 5           | 0          |
| T. Wolter        | 9          | 0          | 4           | 1          | 1                 | 0                 | 1                 | 0                 | 4               | 0               | 0               | 0               | 14       | 0      | 5           | 1          |
| A. van Lent      | 15         | 5          | 1           | 0          | 1                 | 0                 | 0                 | 0                 | 0               | 0               | 0               | 0               | 16       | 5      | 1           | 0          |